# Kostel svatého Ambrože (Vícov)
Kostel svatého Ambrože u Přeštic je původně románský kostel, postavený kolem roku 1200, který byl součástí již zaniklé vsi Vícov. Je kulturní památkou včetně mobiliáře. Kostel stojí cca 2 km severovýchodně od Přeštic v mírném svahu v blízkosti řeky Úhlavy. Kolem kostela je dochované ohrazení bývalého hřbitova.

## Historie
Kostel svatého Ambrože byl vybudován patrně kolem poloviny 13. století s největší pravděpodobností kladrubskými benediktiny, majiteli panství Přeštice a vsi Vícova. První písemná zpráva o něm pochází z roku 1323. Spravován byl vlastním farářem, který byl podřízen přeštickému proboštovi. Patronem kostela byl klášter Kladruby. V období husitských válek byl s vesnicí vypálen i kostel a fara. Na počátku 16. století byl kostel opravován Švihovskými z Rýzmberka, poté byl upravován až v polovině 18. století. V roce 1822 byl již ve špatném stavu a uvažovalo se o jeho zboření, ale tehdejší obyvatelé z okolí prosadili jeho zachování. Další rozsáhlejší oprava proběhla v roce 1920, kdy byly zrenovovány vnitřní i vnější omítky, opravena střecha, starý kazetový strop byl nahrazen novým, byly vyzvednuty staré náhrobní kameny z dlažby a umístěny ke zdi. Zrestaurována byla také nástěnná freska akademickým malířem Maxmiliánem Duchkem a opraveny lavice. Omítka vnitřní i vnější byla opravována i v letech 1940–1941. Při tom byly objeveny další nástěnné malby, z neznalosti byly však řemeslníky opět zakryty. V roce 1962 byl kostel znovu odborně opraven. V roce 1963 byla stavba kostela zapsána jako kulturní památka, v roce 1967 byl kulturní památkou zapsán i mobiliář a vyhlášeno tzv. ochranné pásmo kolem kostela. V roce 1968 byl kostel vyloupen, odcizeny byly vzácné předměty – pozdně gotické sochy Madony a svaté Anny. V roce 1974 byla položena nová krytina. U příležitosti Dnů evropského dědictví v roce 1999 byla poprvé umožněna prohlídka kostela. Spolek pro záchranu historických památek na území Přešticka v tom roce upozornil také na špatný technický stav objektu. V roce 2001 byl kostel opět vykraden. V roce 2002 začala oprava střechy včetně opravy poškozených částí krovu. Při té příležitosti bylo zjištěno, že velmi dobře dochovaný gotický krov je jednou z mála takto dochovaných památek v západních Čechách. V roce 2005 musel být kostel úplně uzavřen z důvodu velmi špatného stavu. Na opravu kostela byla vyhlášena veřejná sbírka. Opravy kostela probíhaly do roku 2010. V letech 2017–2019 byly restaurovány oltáře a kazatelna.

## Popis
Jednolodní kostel, jehož hlavní osa vede od západu k východu. Jádro stavby je románské, zčásti vyzděné z pískovcových kvádrů. Věž kostela s mansardovou střechou má rozměry 4,13 × 4,33 metru a v minulosti měla ochranný význam. Ve věži nejsou okna, pouze úzké průzory. Štít kostela přiléhá k věži, na něj navazují románské zdi lodi v délce 11 metrů. Ke zdem je připojeno gotické presbyterium zakončené třemi stranami osmiúhelníku a zaklenuté křížovou žebrovou klenbou se svorníky. Na jednom svorníku je zobrazen pelikán, krmící svým masem svá mláďata, na druhém je postava žehnajícího Krista s knihou v ruce. Krov kostela patří mezi nejvzácnější dochované pozdně gotické krovy v západních Čechách. Loď kostela je vyzděna z lomového kamene a od presbyteria je oddělena vítězným obloukem. Loď má plochý trámový strop. Jednoduchá dřevěná kruchta je ukotvena na štítové zdi. Před vchodem do kostela byl ještě ve 20. století umístěn větší přístřešek. Nyní odděluje venkovní prostor od lodě kostela pouze mříž ve dveřích. V současné době je kostel z důvodů krádeží téměř bez výzdoby. Z původní výzdoby byl nalezen pouze obraz svatého Ambrože z hlavního barokního oltáře, který je uložen v depozitáři a na oltář je umístěn pouze u příležitosti velikonoční pobožnosti. Na barokním oltáři se uchovaly zbytky akantů a velké kandelábrové svícny, uloženy také v depozitáři. Šestihranná dřevěná kazatelna je zdobená římsou a dřevěnou stříškou. Římsu nad dnes zazděným sanktuáriem zdobí znak kladrubských benediktinů – lilie. V kostele jsou zbytky původních gotických maleb z doby kolem roku 1520, které zachycují dva poslední výjevy ze života svatého Ambrože. Jedna část malby představuje svatého Ambrože, jak vymítá ďábla, druhá část malby představuje úmrtí svatého Ambrože. Světec je znázorněn ležící na posteli, u jeho nohou klečí biskup Honoratus, u vchodu stojí vládce Itálie, za lůžkem je postava Krista. V kostelní lodi se nachází sedm renesančních náhrobních desek ze druhé poloviny 16. století, ve zdi kostela tři náhrobní desky bývalých majitelů tvrze v Řenčích z rodu Markvartů z Hrádku a Loubských z Lub. Nejlépe zachovaná deska Adama Boryně ze Lhoty pochází z roku 1566. Kostel měl celkem tři zvony. Nejstarší Sv. Ambrož (1507) je v současnosti ve zvonici kostela svatého Cyrila a Metoděje v Řenčích. Na Vícově zůstal zvon Panna Marie (Všichni svatí) z roku 1521.

## Vícovští faráři
Seznam zahrnuje vícovské faráře do roku 1425.
- Přibyslav (prezentován 1323)
- Dominik (stálý vikář, 1334–1377)
- Blažek Křížův z Nové Plzně (zmíněn 1377)
- Jácha (zmíněn 1380)
- Protiva (1381–1406)
- Racek (1406–1409)
- Mikuláš (1409–1425)
- Jan Hájek (nastoupil 1425)

## Galerie

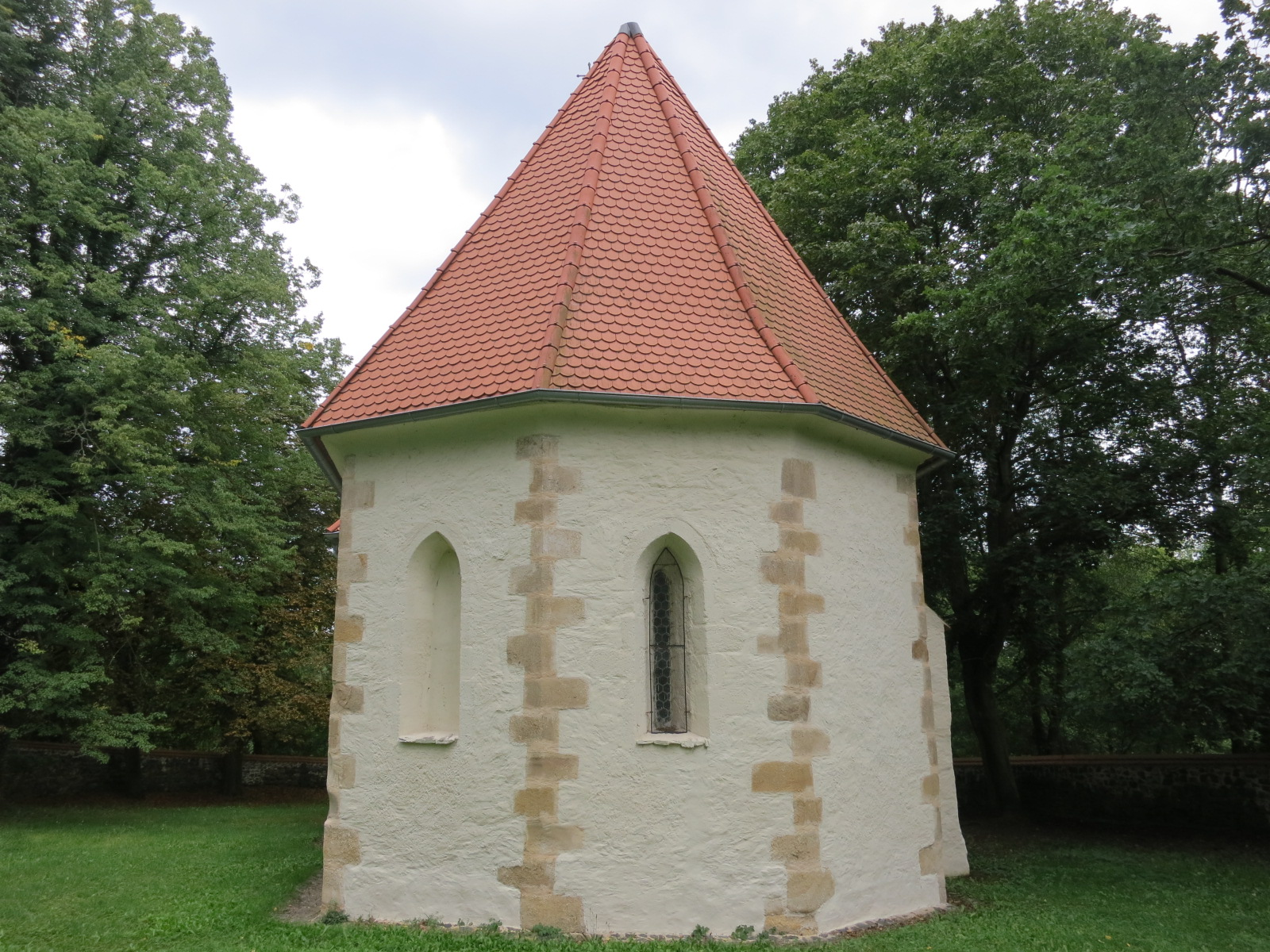
Pohled na závěr kostela s gotickými okny
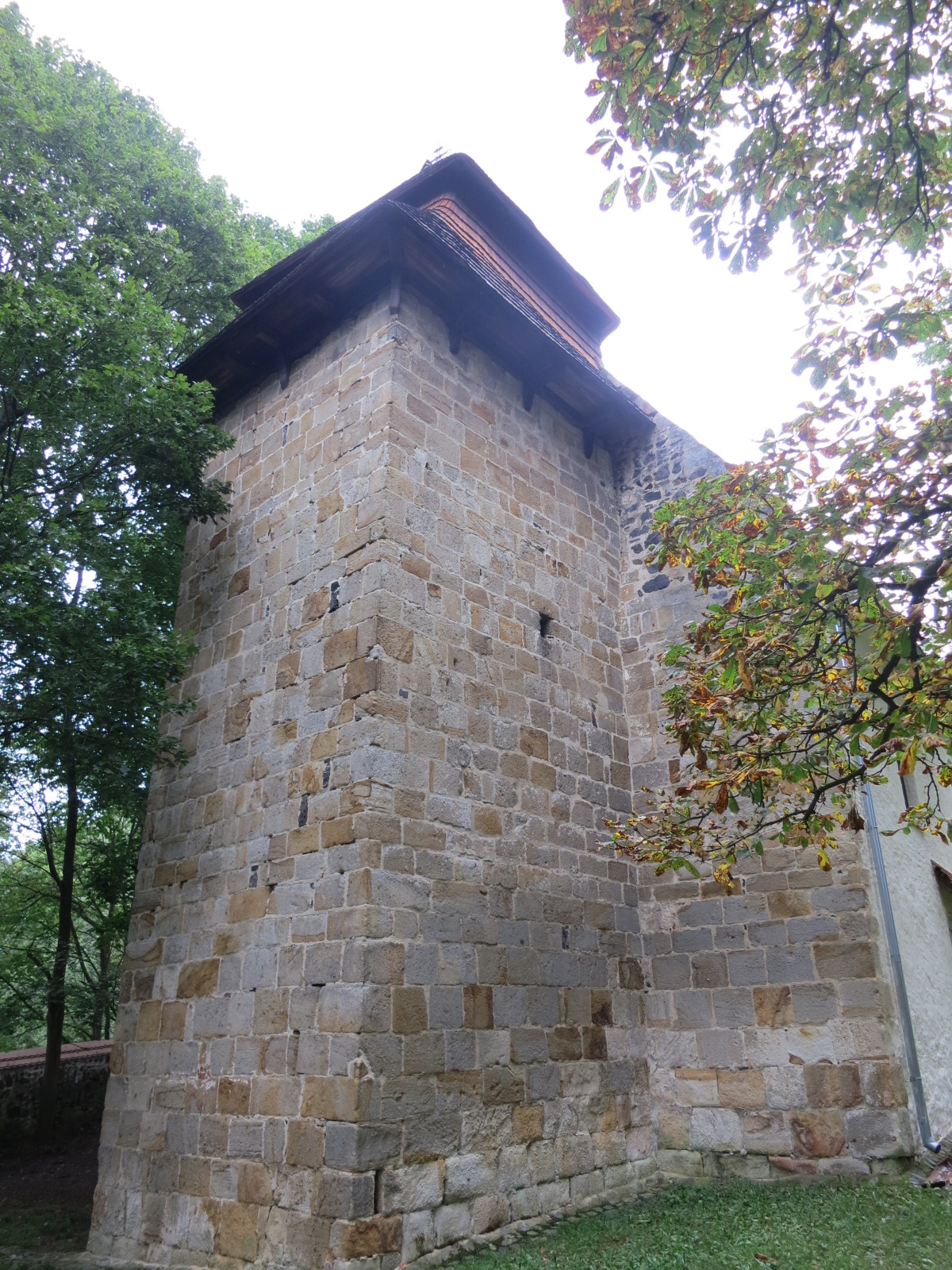
Věž kostela
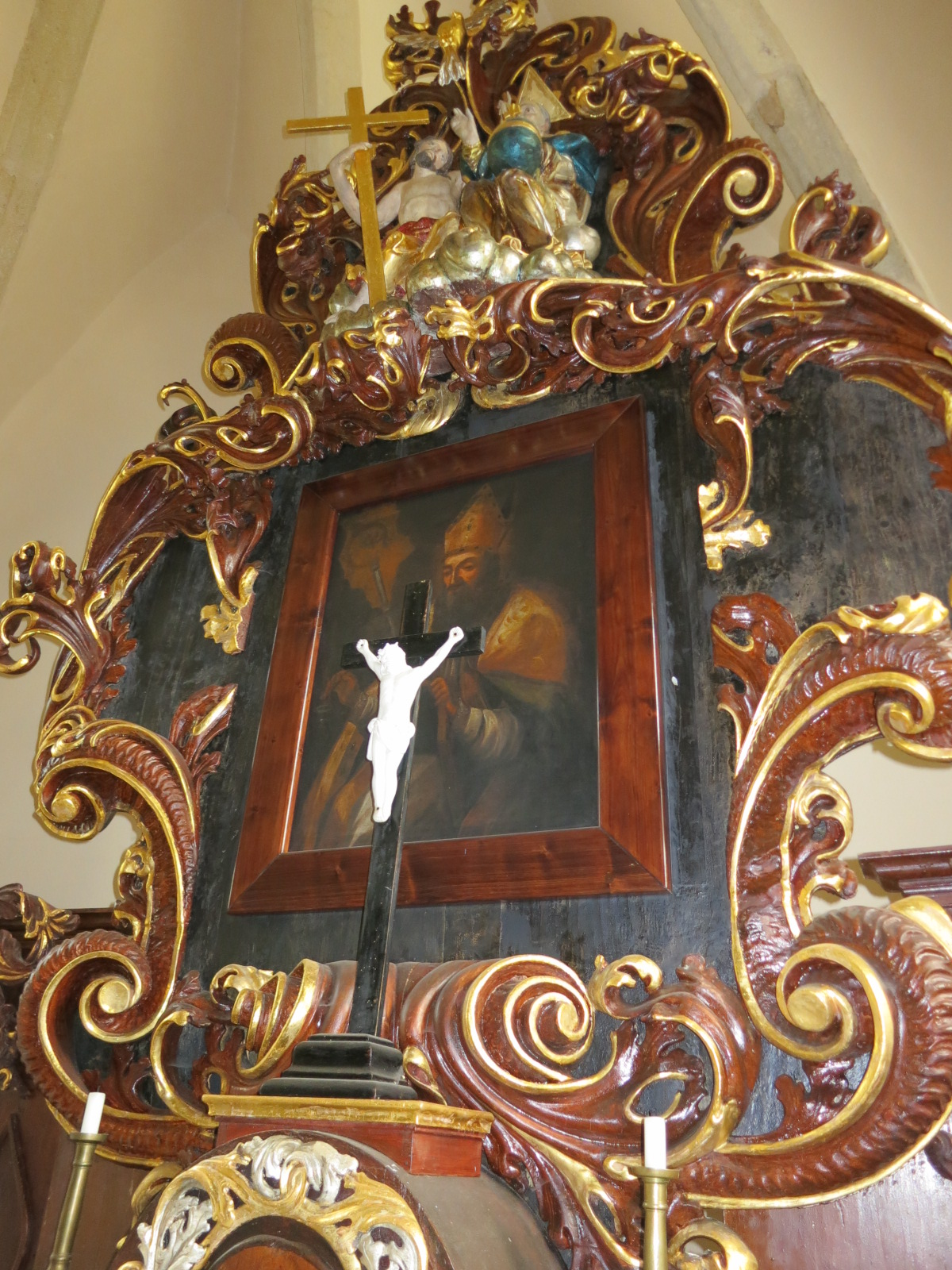
Obraz svatého Ambrože na oltáři
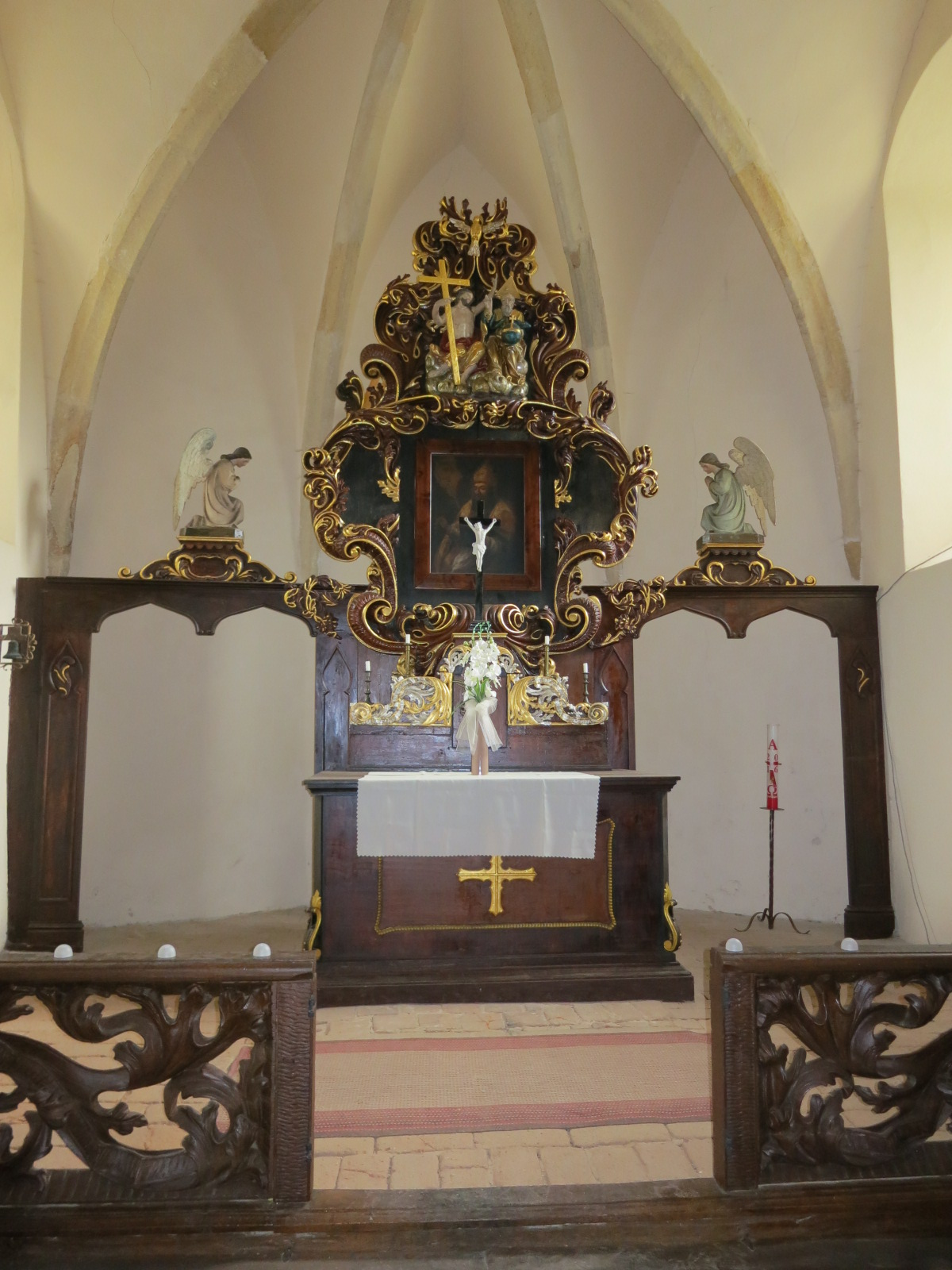
Pohled na hlavní oltář
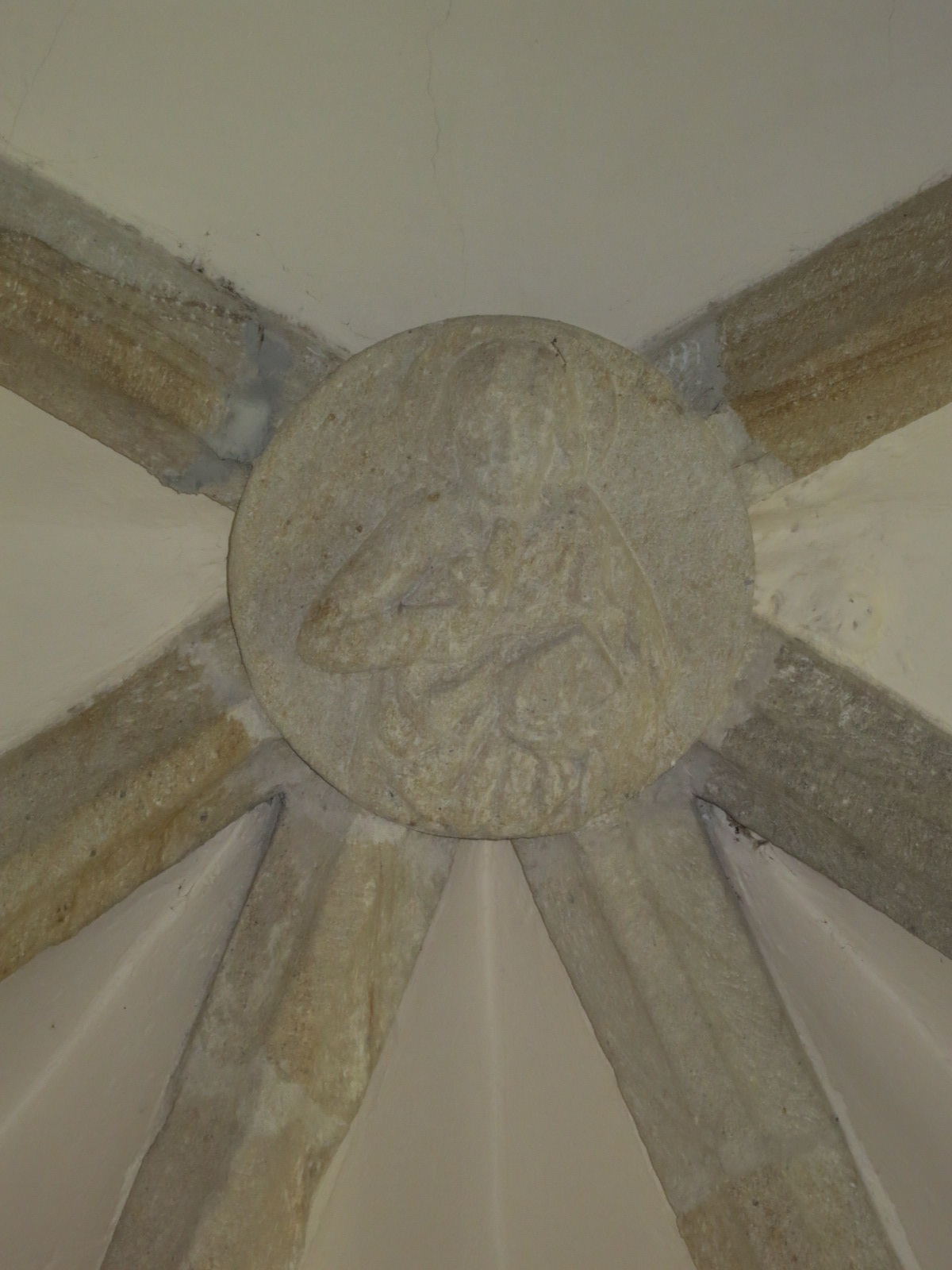
Reliéf Krista na svorníku
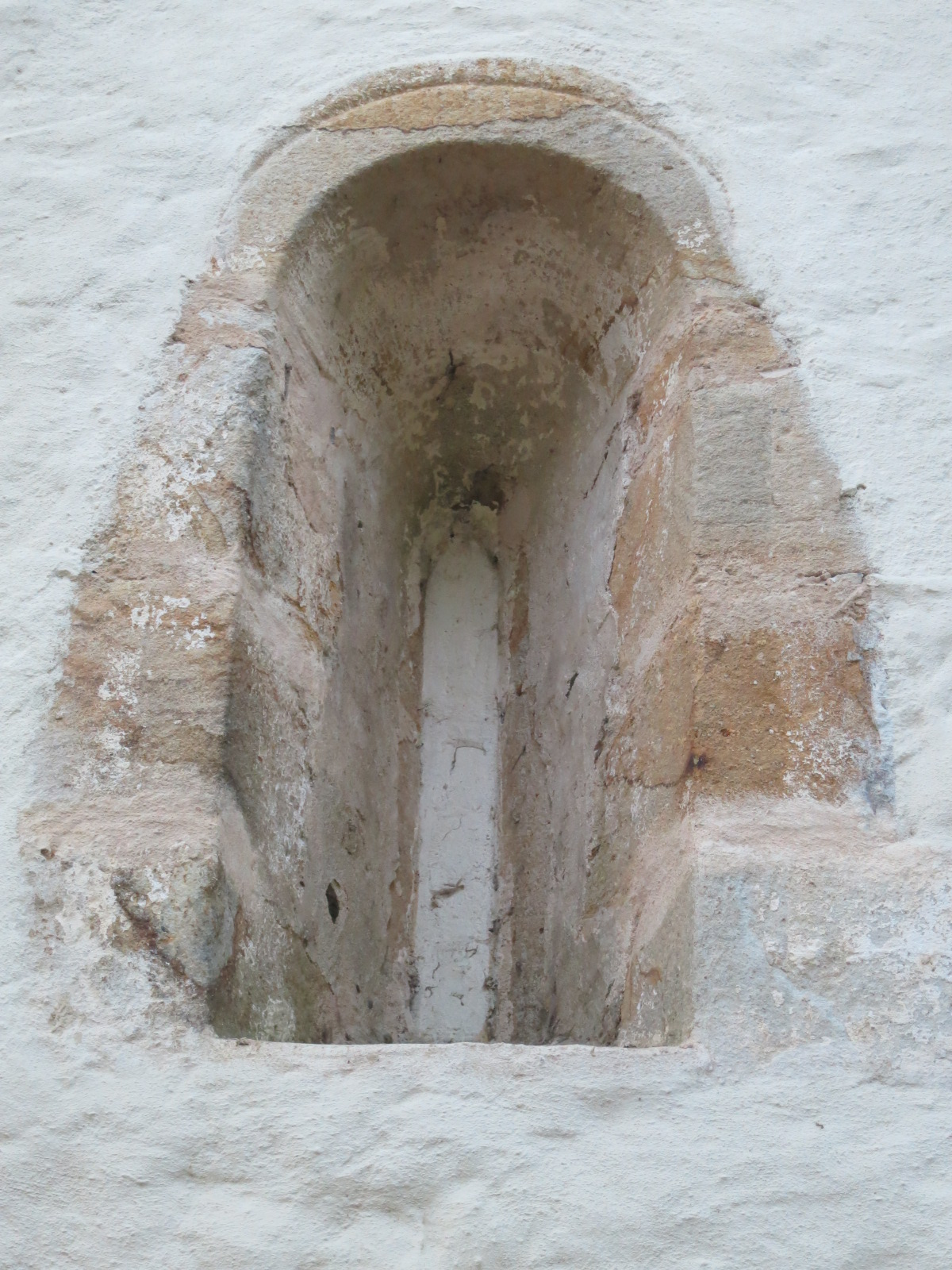
Románské okno
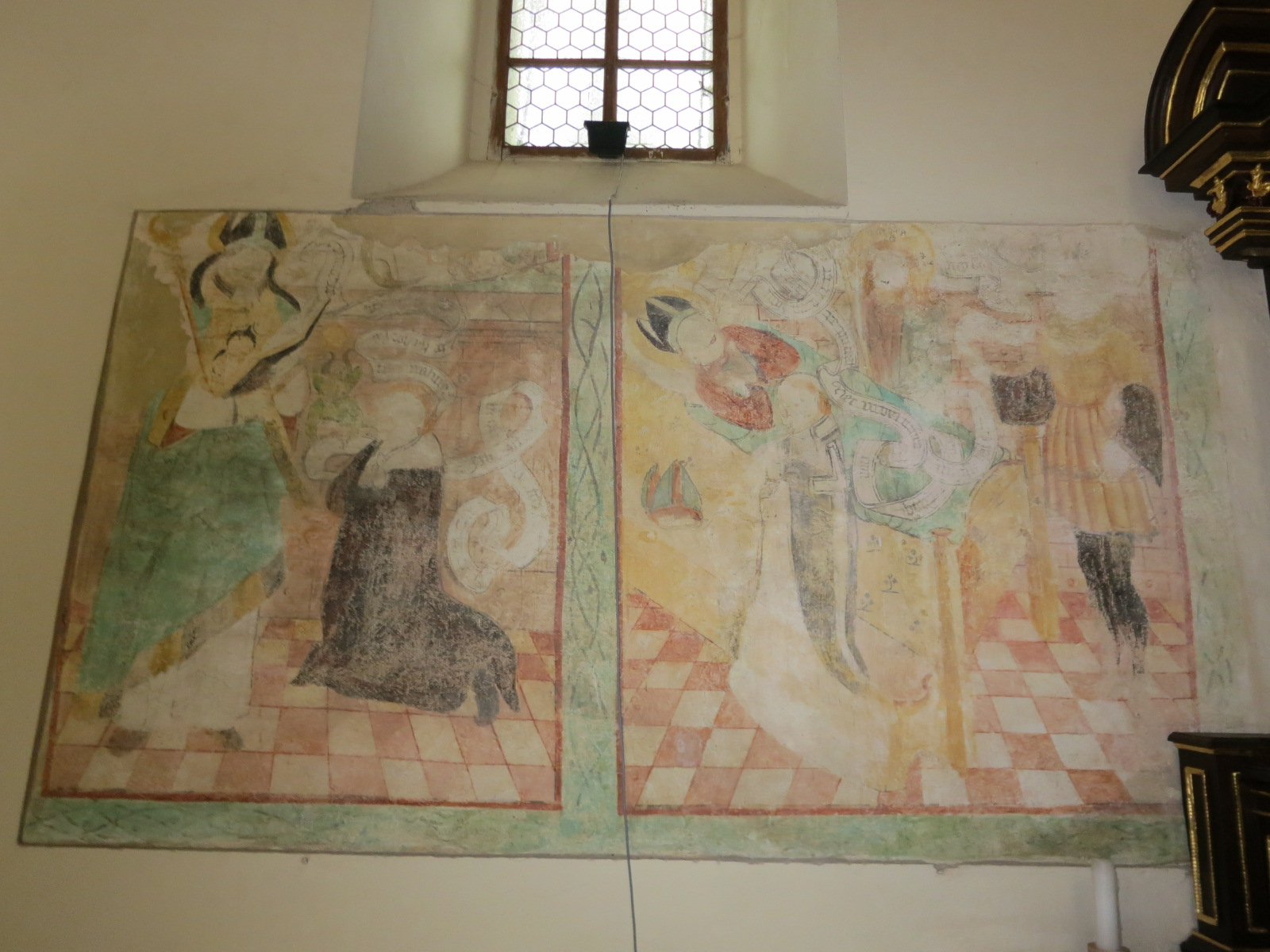
Nástěnná malba
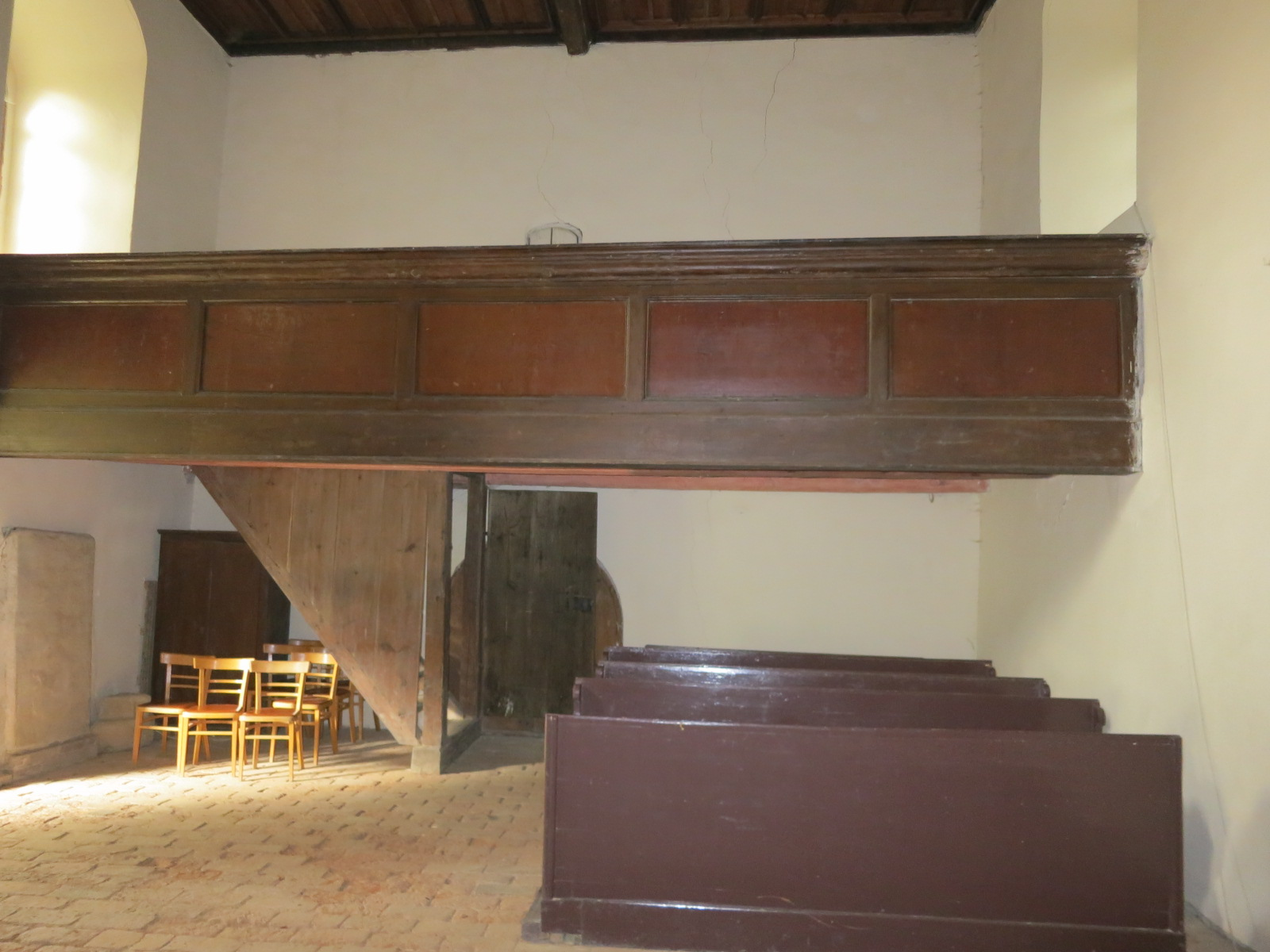
Kruchta
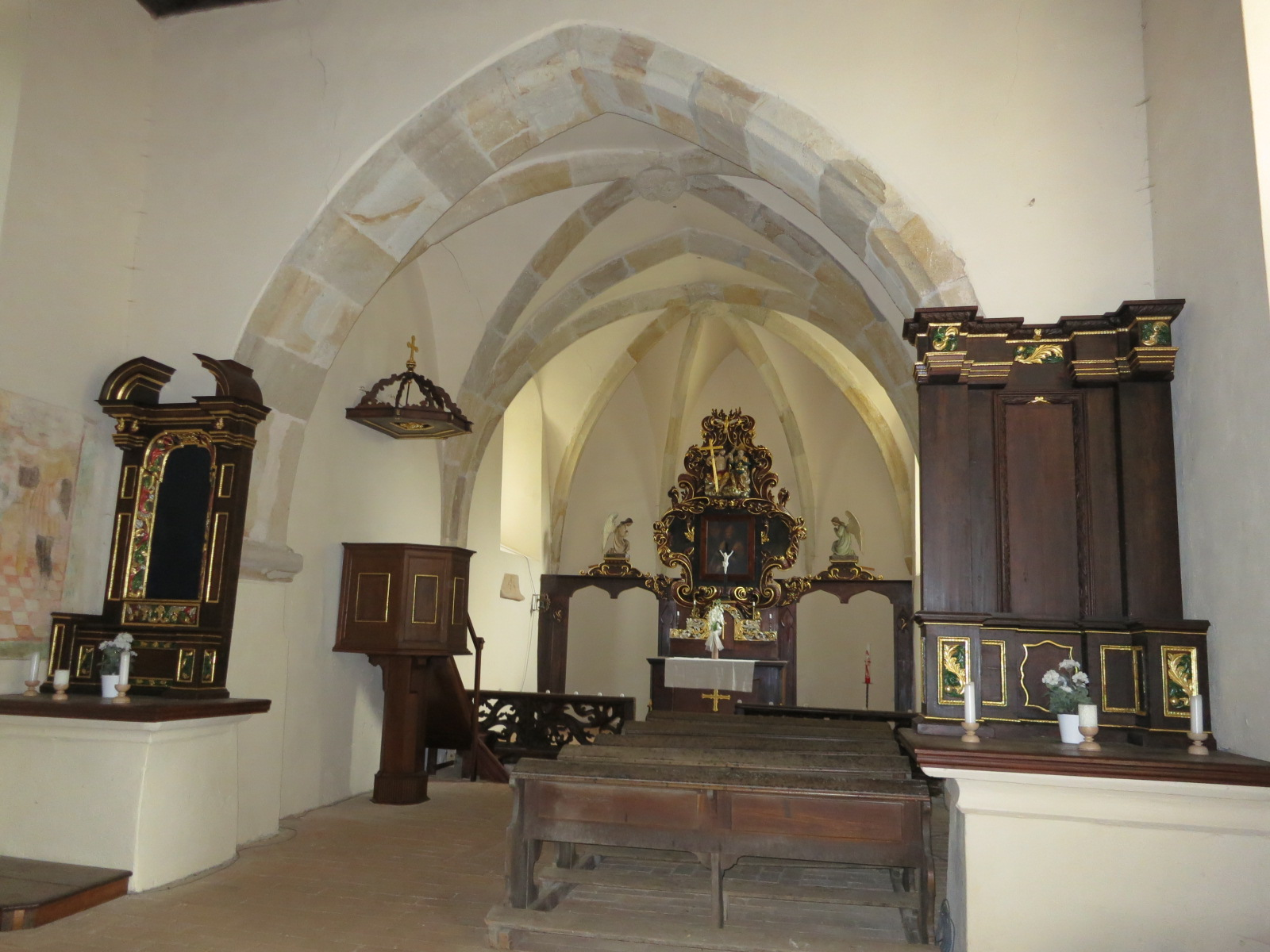
Interiér kostela
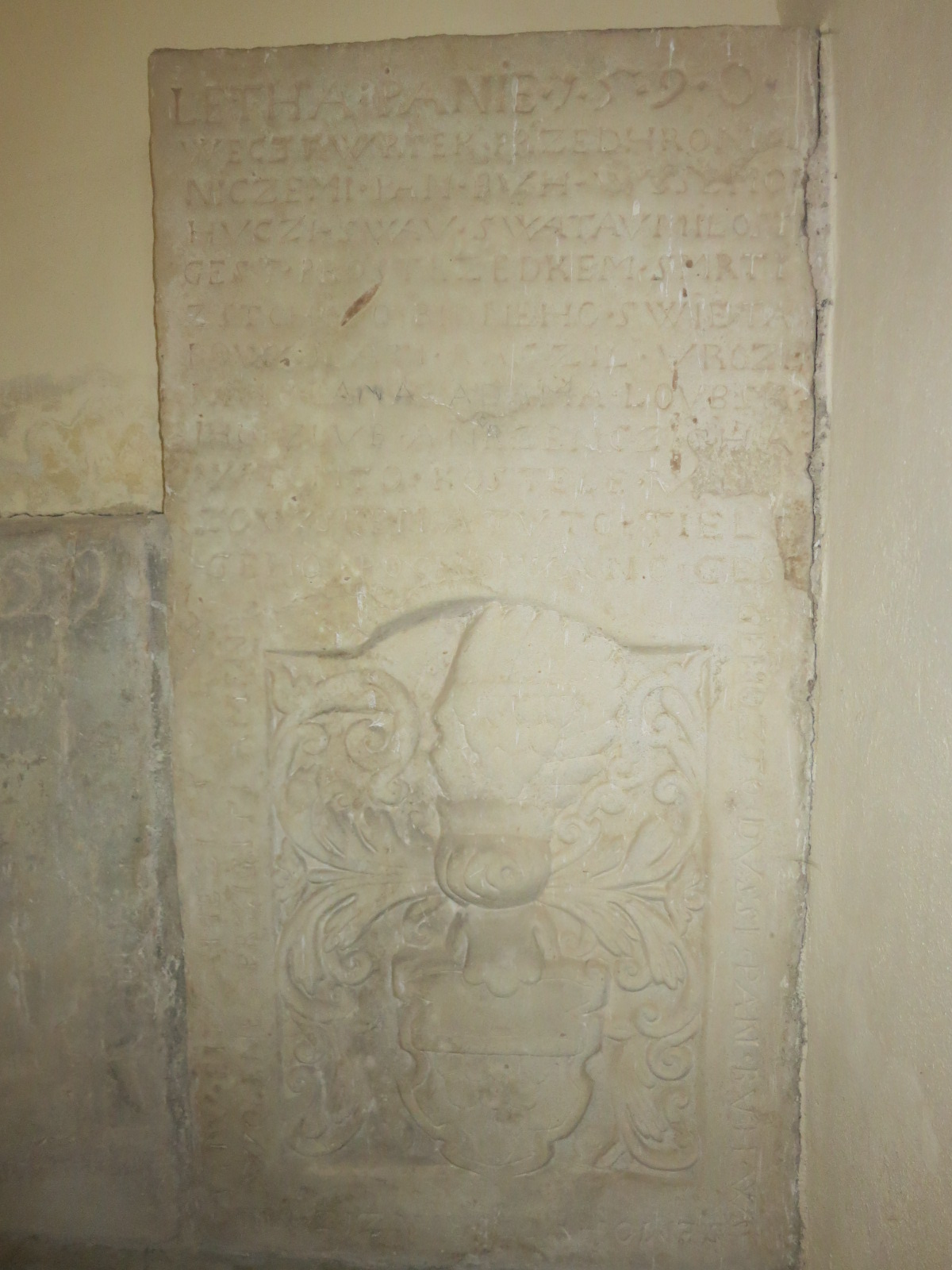
Náhrobní kámen Adama Loubského z Lub
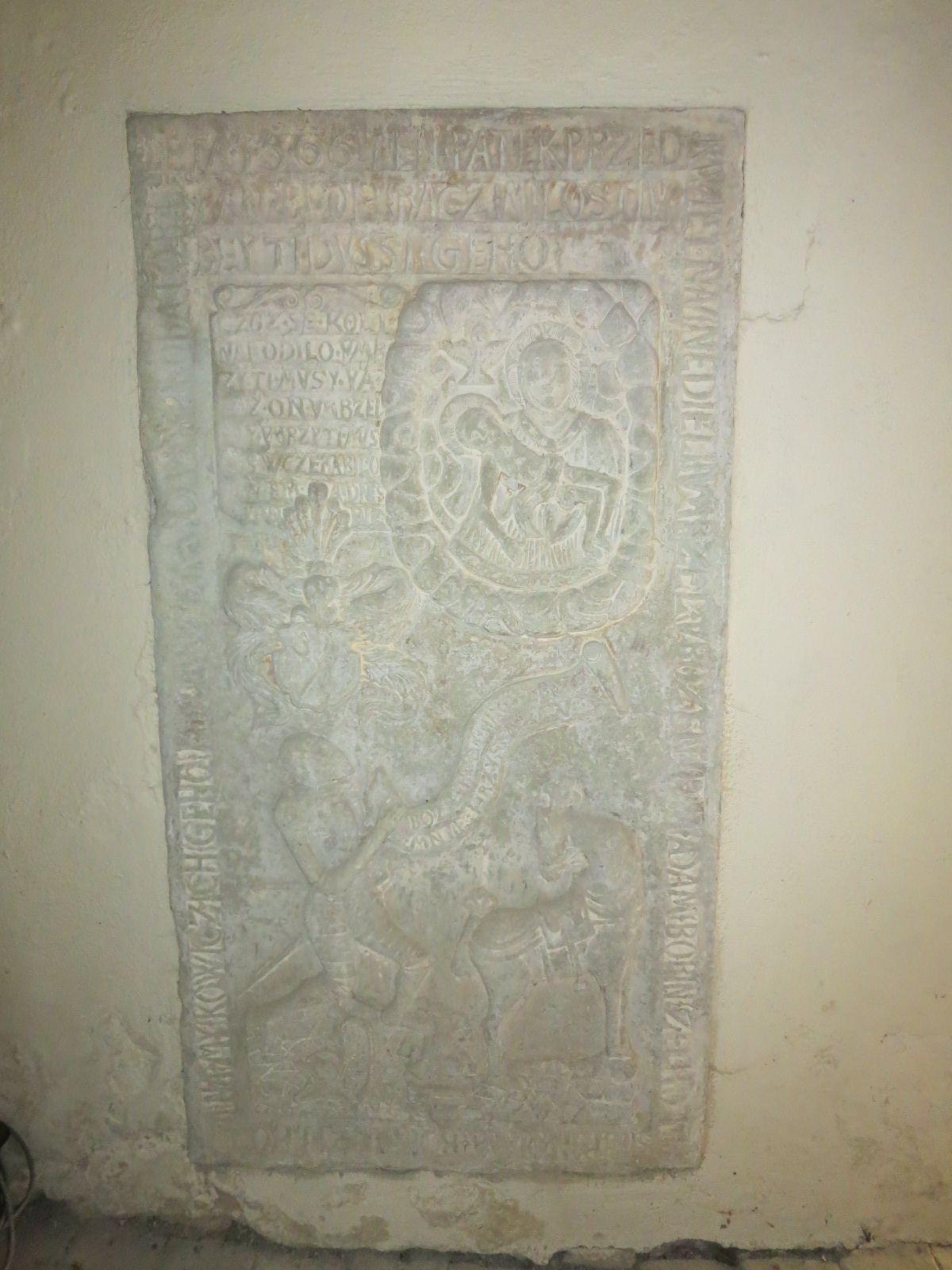
Náhrobní kámen Adama Boryně ze Lhoty